# Кысак
Кысак (болг. Късак) — село в Болгарии. Находится в Смолянской области, в историко-географическом регионе Чеч, входит в общину Доспат. Население составляет 808 человек.

## Политическая ситуация
В местном кметстве Кысак, в состав которого входит Кысак, должность кмета (старосты) исполняет Росен Асенов Чаушев (Национальное движение «Симеон Второй» (НДСВ)) по результатам выборов правления кметства в 2007 году.
Кмет (мэр) общины Доспат — Антим Даринов Пыржанов (Движение за права и свободы (ДПС)) по результатам выборов 2007 года в правление общины.